# Visa金融卡
Visa金融卡（英語：Visa Debit）是指以Visa公司為發卡組織所發行的借记卡，在美国又可稱為「支票卡」（cheque card），是一種取代現金的塑膠貨幣。
Visa金融卡與Visa信用卡使用方式相同，皆透過Visa網路完成交易。Visa金融卡可以在自動櫃員機（ATM）提款，也可以直接在商店刷卡消費，刷卡後直接由存款帳戶扣款，非使用信用額度。

## 交易機制
自動櫃員機（ATM）提款，使用銀行提款卡機制，所以必須有對應的存款帳戶。目前，台灣法令依產品特性，限制Visa金融卡所對應的存款帳戶不得具有類似現金卡或循環動用等透支功能。
刷卡消費實際運作上使用信用卡交易機制，所以有對應的信用卡卡號。交易款項需店家向信用卡公司申請支付時，才會由銀行從帳戶扣款。在扣款之前，會於刷卡交易發生時，依照交易金額進行「圈存交易」。存款戶於交易之後，僅能動用超過圈存金額部分的存款。一般圈存的存款，不影響其存款利息的計算，故有類似信用卡延遲付款的特性。但有部分銀行將此Visa金融卡交易，所造成的圈存區分出來，不計算利息。

## 卡片設計
Visa金融卡的卡片設計與Visa信用卡一樣，包括Visa標誌與16碼卡號。和信用卡不同的是，這是一個存款帳戶的產品，所以卡片上還會有銀行帳號。同時，很多發卡機構都會在卡片正面或背面加上「Visa金融卡」、「Visa Debit」或「Debit Card」字樣，作為區別。
芯片类的Visa金融卡与信用卡一样使用EMV芯片。

## 卡片申請與使用方式
需要到發行Visa金融卡的銀行開戶或換發，即可申請Visa金融卡。Visa金融卡的使用方式與Visa信用卡一模一樣，持卡人刷卡時需要簽名確認。與信用卡不同的是，使用Visa金融卡，商店刷卡及ATM提款都會直接從存款帳戶扣款，所以帳戶有多少錢，才能用多少錢，不會透支或刷爆。
Visa金融卡在全世界所有接受Visa信用卡的商店（包括一般實體商店、網路商店、電話訂購、傳真郵購或電視購物服務）都可使用。
持卡人也可以在全球有Visa標誌的自動櫃員機提領當地貨幣，款項會從存款帳戶中扣除。
加载EMV芯片的Visa金融卡可选择性支持payWave。
Visa簽帳金融卡有時間限制，一張卡為六到七年，持卡人到期前前往原發卡銀行，換領新的簽帳金融卡繼續使用。

## 發卡機構

### 臺灣
在臺灣，Visa簽帳金融卡稱為「Visa金融卡」。截至2022年4月止，在臺灣境內發行Visa金融卡的金融機構計有24家：
- 中國信託商業銀行
- 中華郵政
- 元大商業銀行
- 台中商業銀行
- 台北富邦商業銀行
- 台新國際商業銀行
- 臺灣中小企業銀行
- 臺灣新光商業銀行
- 合作金庫商業銀行
- 兆豐國際商業銀行
- 滙豐（台灣）商業銀行
- 第一商業銀行
- 國泰世華商業銀行
- 華南銀行
- 渣打國際商業銀行
- 臺灣銀行
- 聯邦商業銀行
- 上海商業儲蓄銀行
- 彰化銀行
- 玉山商業銀行
- 王道商業銀行
- 陽信商業銀行
- 連線商業銀行
- 將來商業銀行

### 中國大陸
在中国大陆，Visa借記卡稱為「Visa借记卡」。目前中国大陆正在发行Visa借记卡的银行有：
- 北京銀行（悦行国际卡[1]，为中国大陆首批EMV芯片借记卡）
- 中国银行[註 1]（长城跨境通国际借记卡[2]、国家公派留学专用国际借记卡[3]）
- 中国建设银行（公派留学生专用借记卡[4]）
- 中国工商银行[註 2]（工银Visa国际借记卡[5]）
- 中信银行

以上银行发行的Visa借记卡均只设有外币账户，无人民币账户，且只能在中国大陆境外使用。
中国大陆各商业银行早期均有发行带有银联和Visa、万事达标志的双标借记卡，境内交易通过银联网络以人民币结算，境外交易视情况通过银联或境外卡组织网络分别以人民币或美元结算。2016年12月中国人民银行决定停止新发行双标卡后，各大银行陆续停止发行双标借记卡。

### 香港及澳門
在香港和澳門，Visa借記卡稱為「Visa扣賬卡」（前称：Visa户口扣賬卡）。目前在香港和澳门发行的卡片有：
- 恒生銀行：enJoy消費卡，为enJoy信用卡的扣賬卡版本，唯不支援手機行動支付服務功能[7]
- 眾安銀行：ZA Card[8]
- 華僑銀行（香港）：Visa商务扣賬卡
- 華僑銀行（澳門）：Visa扣賬卡[9]

花旗銀行曾于2013年6月推出Visa扣賬卡及自动柜员机卡；後來改為與萬事達卡合作，以万事达卡借记卡取代Visa扣賬卡。富邦銀行亦曾发行Visa扣賬卡，但自2013年7月31日起停用并改为PLUS提款卡。

## 備註
1. ↑  中国银行曾于2014年推出名为“长城环球旅行卡”的Visa单币借记卡，为在银行内部归属信用卡系统管理的准贷记卡，申办该卡后会在个人征信报告上显示为授信额度为0的账户，后该卡于2016年9月停止发行。
2. ↑  目前中国工商银行发行的国际借记卡在内部以准贷记卡管理，但不会在个人征信报告中显示。